# Koprivsjtitsa
Koprivsjtitsa (bulgariska: Копривщица) är en ort i Bulgarien.   Den ligger i kommunen Obsjtina Koprivsjtitsa och regionen Sofijska oblast, i den centrala delen av landet, 80 km öster om huvudstaden Sofia. Koprivsjtitsa ligger 1 098 meter över havet och antalet invånare är 2 885.
Terrängen runt Koprivsjtitsa är kuperad. Närmaste större samhälle är Pirdop, 15,5 km nordväst om Koprivsjtitsa.
I omgivningarna runt Koprivsjtitsa växer i huvudsak lövfällande lövskog. Runt Koprivsjtitsa är det glesbefolkat, med 18 invånare per kvadratkilometer.